# امیرقاسم معینی
امیرقاسم معینی (۱۳۰۴-نامعلوم) از سیاستمداران ایرانی بود، که در دوره‌های  بیست و یکم،  بیست و دوم و  بیست و سوم به‌عنوان نماینده شاهرود در مجلس شورای ملی حضور داشت. او در نوامبر ۱۹۶۷ در وزارت کشور مشغول به خدمت شد. معینی در سال ۱۹۷۳ به عنوان وزیر کار و امور اجتماعی منصوب شد.

## سوابق وی
در وزارت کار به عنوان مدیر بخش استخدام، رئیس اداره کار فارس، مدیرکل استخدام و عضو هیئت مدیره سازمان بیمه اجتماعی خدمت کرده‌است. وی زمانی که در کابینه منصوب شد، معاون وزیر در امور فنی بود. معینی نماینده سه دوره از مجلس شورای ملی بود. علاوه بر این مقام وزارتی، او دبیرکل دانشگاه‌های ایران است. در این مقام او نقش یک کاریاب را برای دارندگان مدرک دکترا و سایر فارغ التحصیلان دانشگاهی ایفا می‌کند.
او در کنفرانس‌های وزرای کار آسیا در توکیو در سال ۱۹۷۳ و در ملبورن در سال ۱۹۷۵ و پنجاه و نهمین نشست سازمان بین‌المللی کار که در سال ۱۹۷۴ در جنوا برگزار شد، حضور یافت. او به زبان انگلیسی و فرانسه تسلط داشت.